# Giancarlo Minardi
Giancarlo Minardi, né le 18 septembre 1947 à Faenza, est un entrepreneur italien et une personnalité du monde du sport automobile. Il est le fondateur de l'écurie Minardi.

## Biographie
Minardi commence comme concessionnaire pour le constructeur Fiat avant de se tourner vers le milieu du sport automobile en plaçant des voitures lors de différentes compétitions. En 1979, il fonde l'écurie Minardi et roule notamment en Formule 2 puis après en Formule 3000.
En 1985, Minardi participe à son premier championnat du monde de Formule 1 avec le pilote Pierluigi Martini. À partir de 1994, Minardi doit s'associer avec Scuderia Italia pour garder à flot l'écurie italienne. Cependant, les mauvaises performances et les difficultés financières obligent Minardi à vendre près de 70 % de son équipe. Toutefois, il reste dans les paddocks avec le poste de co-directeur général avec Gabriele Rumi (en) jusqu'à la fin de la saison 2000. Le rachat de Minardi par Paul Stoddart ne change rien à la situation de Giancarlo qui se centre également sur la formation des jeunes pilotes. 
Après la vente de l'écurie à Red Bull en 2005, Minardi rejoint la GP Racing et développe, une nouvelle fois, une écurie à son nom du côté de l'Euro Formule 3000 ainsi qu'en GP2.